# Perfeição (canção)
Perfeição é uma canção gravada pela banda brasileiro Legião Urbana. Lançada em 1993, ela faz parte do álbum O Descobrimento do Brasil. A música fala sobre os problemas que o Brasil enfrentava na época, ironizando-os. A banda punk argentina Ataque 77 fez um cover em espanhol da canção.

## Composição e história
A canção foi escrita como resposta para a situação política do Brasil durante o governo do Fernando Collor de Mello. Tendo influências do Rap, a canção é caracterizador por não ter um refrão.

## Videoclipe
A canção teve um videoclipe que foi dirigindo pelo Flavio Colker e gravado em Maricá, o videoclipe da canção é notável por ser o ultimo clipe que a banda gravou antes da morte do seu vocalista Renato Russo.

## Vendas e certificações
| Região                                                        | Certificação | Vendas  |
| ------------------------------------------------------------- | ------------ | ------- |
| Brasil (Pro-Música Brasil)                                    | Ouro         | 50,000‡ |
| ‡vendas+valores de streaming baseados somente na certificação |              |         |